# Mugaritz
40°44′30″ пн. ш. 73°59′14″ зх. д. / 40.741673° пн. ш. 73.987242° зх. д.
 Mugaritz  — ресторан у Рентеріа (Гіпускоа, Країна Басків, Іспанія), відкритий в 1998 році шеф-кухарем Андоні Луїсом Адурісом. Входив до трійки найкращих ресторанів світу 2011 і 2012 років за версією британського журналу «Restaurant».

## Загальні відомості
Ресторан визнавався в ЗМІ як «найважливіше гастрономічне явище у світі за останній час». Mugaritz і Андоні Луїс Адуріс часто з'являлись на сторінках таких видань як «Omnivore» (Всеїдні), «Le Figaro» у Франції, «Brutus», «Cuisine Kingdom» в Японії, «El Comercio» і «La República» в Латинській Америці, в «Time», «The Observer» та ін.
Mugaritz здобув першу зірку Мішлен 2000 року, а через п'ять років, у 2005, гід Мішлен нагородив його другою зіркою. Ресторан також має найвищу оцінку в рейтингу іспанського гіда Repsol — Три Сонця, а також численні нагороди за свою інноваційну і креативну діяльність в гастрономії.

## Пожежа
Зранку, 15 лютого 2010 року, коротке замикання призвело до серйозної пожежі на кухні Mugaritz, після чого ресторан було закрито на чотири місяці. Після пожежі команда ресторану отримала значну підтримку прихильників з усього світу, що придало їй натхнення рухатись вперед в розвитку свого проекту.